# Orogenia brasiliana

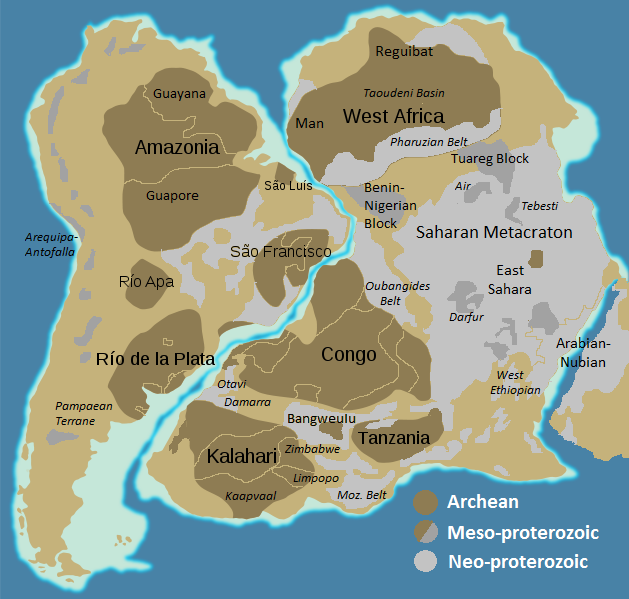
Gondwana oriental con sus principales cratones en marrón y las orogenias panafricanas en gris

La orogenia brasiliana o ciclo brasiliano se refiere a una serie de orogénesias de edad neoproterozoica expuestas principalmente en Brasil pero también en otras partes de América del Sur. La orogenia brasiliana es un nombre regional para la más extensa orogenia panafricana, que abarcó no solo Sudamérica  sino la mayor parte de Gondwana. En un sentido amplio, la orogenia brasiliana incluye también la orogenia pampeana. Almeida et al. acuñaron el término Ciclo Orogénico Brasiliano en 1973. La orogenia condujo al cierre de varios océanos y aulacógenos, incluidos el océano Adamastor, el océano Goiánides, el océano Puncoviscana  y el océano Peri-Franciscano.
Los intentos de correlacionar los cinturones brasilianos sudamericanos con los cinturones panafricanos africanos al otro lado del Atlántico han sido, en muchos casos, problemáticos.

## Cinturones y provincias de cinturones
| Nombre                       | Ubicación moderna                     | Cratones cercanos                                                                       | Océano cerrado asociado | Detalles |
| ---------------------------- | ------------------------------------- | --------------------------------------------------------------------------------------- | ----------------------- | --- |
| Cinturón de Apiaí            | Sudeste de Brasil, Sur de Brasil      |                                                                                         |                         | |
| Cinturón de Araçuaí          | Nordeste de Brasil, Sudeste de Brasil | Cratón de São Francisco                                                                 |                         | El cinturón de Araçuaí es la porción oeste de un orógeno que incluía el orógeno del Congo Occidental. La ruptura y apertura del océano Atlántico Sur dividió el orógeno en una parte africana y otra sudamericana. El cinturón de Araçuaí se encuentra al este del Cratón de São Francisco y al noreste de los cinturones de Brasilia y de Ribeira. |
| Provincia de Borborema       | Nordeste de Brasil                    |                                                                                         |                         | La provincia de Borborema es una provincia geológica en el nordeste de Brasil que contiene varios cinturones de orogenia brasiliana. La provincia de Borborema se encuentra entre el cratón de São Francisco y el cratón de São Luis. La contraparte africana y la continuación de los cinturones se encuentran entre el cratón del Congo y el cratón de África Occidental. |
| Cinturón de Brasilia         | Nordeste de Brasil, Sudeste de Brasil | Cratón de São Francisco, bloque Paranapanema                                            |                         | |
| Cinturón Dom Feliciano       | Sur de Brasil, Este de Uruguay        | Cratón del Río de la Plata                                                              | Océano de Brasilides    | El cinturón Dom Feliciano es un cinturón orogénico en el sur de Brasil y el este de Uruguay. Se ha sugerido que el cinturón de Damara en el sur de África formó la parte oriental del cinturón antes de que se rompiera el Atlántico Sur. El cinturón contiene los restos de un arco volcánico que posiblemente fue el resultado de la subducción de la litosfera del océano Adamastor o de la litosfera de una placa tectónica al oeste del cinturón. El cinturón Dom Feliciano claramente carece de rocas metamórficas de alta temperatura o evidencia de alguna sutura. |
| Orógeno pampeano             | Argentina                             | Cratón del Río de la Plata                                                              | Océano Pampeano         | |
| Cinturón de Paraguay         | Centro-Oeste de Brasil                | Cratón Amazónico, Cratón de São Francisco, Bloque Paranapanema , Cratón Río de la Plata | Océano de Brasilides    | La Faja Paraguaya está rodeada por los cratones Amazónico, São Francisco y Río de la Plata. Su curva oroclinal probablemente se deba a la forma irregular del cratón amazónico. La formación del cinturón de Paraguay está asociada con el cierre del Océano Clímene. El cinturón ha asimilado edades de deformación como el orógeno pampeano más al sur de Argentina. |
| Cinturón de Riacho do Pontal | Nordeste de Brasil                    |                                                                                         |                         | |
| Cinturón de Ribeira          | Sudeste de Brasil                     | Cratón de São Francisco, Bloque Paranapanema, Cratón Luís Alves                         | Océano de Brasilides    | El cinturón de Ribeira es un orógeno profundamente erosionado en el sureste de Brasil, que resultó del choque de dos continentes. La mayor parte de la deformación orogénica ocurrió hace entre 590 y 563 millones de años. |
| Faja del Río Paraná          | Centro-Oeste de Brasil                |                                                                                         |                         | |
| Cinturón de Río Pardo        | Nordeste de Brasil                    |                                                                                         |                         | |
| Cinturón de Río Preto        | Nordeste de Brasil                    |                                                                                         |                         | |
| Cinturón Sergipano           | Nordeste de Brasil                    | Cratón de São Francisco                                                                 |                         | El cinturón Sergipano se encuentra al noreste del cratón de São Francisco. El metamorfismo de las rocas del cinturón alcanza la facies de anfibolitas . |